# 百万石 (麻雀)
百万石（ひゃくまんごく）とは、麻雀におけるローカル役のひとつ。役満。副露可。萬子の清一色で、「○萬」の数字の合計が100以上になった場合に成立する

## 概要
索子のみに適用される緑一色、筒子のみに適用される大車輪が存在するため、それらとの格差を埋める意味で萬子のみの役満として日本で考案された経緯があるが、知名度の割には実際に適用されることはあまりないローカルルールである。
「加賀百万石」とも呼ばれる。類似した役に「紀州五十五万石」というのがある。

## 牌姿の例
（例）100以上が手の内で確定しているケース
待ちは。一萬であがれば合計106、四萬であがれば合計109、百万石が確定している。
（例）高目と安目があるケース
待ちは。九萬であがれば合計102になるが、二萬では合計95、百万石にならない。
（例）ちょうど100になるケース
待ちは で、九萬であがればちょうど100になる。これは一例であり、ちょうど100になる牌姿は他にも多数ある。
100ちょうどでダブル役満とするローカルルールもあるようである。
（例）最大で130まで
| 五萬 | 五萬 |  |  |  | 六萬 | 六萬 | 六萬 |  |  |  | 七萬 | 七萬 | 七萬 |  |  |  | 八萬 | 八萬 | 八萬 |  |  |  | 九萬 | 九萬 | 九萬 |
数字の合計を多くしようとしても、理論上、四槓子と四連刻が複合するこの形が合計130で限界である。
なお、を雀頭にして   をすべて刻子にした牌姿（つまり上の牌姿の4つの槓子がすべて刻子だった場合の牌姿）は、合計がちょうど100になる。
百万石、四連刻を採用し、全てを暗槓とした場合四暗刻も複合して、字一色が複合しない形での4倍役満を達成できる。（4倍役満としてはローカル役満を用いない場合は字一色、四暗刻が必須であり(四暗刻単騎をダブル役満にするときは例外。)、大三元か四喜和、天和か地和か四槓子という組み合わせになる）